# Ryś rudy
Ryś rudy (Lynx rufus) – drapieżny ssak z rodziny kotowatych. Występuje w Ameryce Północnej, na większości terenów kontynentalnych Stanów Zjednoczonych od południowej Kanady do północnego i środkowego Meksyku. Żyje na terenach zalesionych, a także na półpustyniach, terenach zurbanizowanych i bagnistych. Występuje na większości swego pierwotnego zasięgu występowania.
Z szarobrązowym futrem, bokobrodami i czarnymi pędzelkami, ryś rudy jest podobny do innych przedstawicieli rodzaju Lynx. Jest mniejszy od rysia kanadyjskiego i dwa razy większy od kota domowego. Posiada charakterystyczną czarną kratę na przednich łapach oraz krótki ogon z czarnymi, poprzecznymi pręgami. Wyróżnia się dwanaście podgatunków rysia rudego.
Najchętniej poluje na króliki i zające, ale żywi się różnymi zwierzętami – od owadów i małych gryzoni, po jelenie i antylopy widłorogie. Wybór ofiary zależy od lokalizacji, środowiska, pory roku i liczebności zwierząt. Jak większość kotowatych ryś rudy jest zwierzęciem terytorialnym i samotnikiem, choć areały osobników mogą częściowo się pokrywać. Do znakowania terenu używa kilku metod: zostawia ślady pazurów na drzewach, znakuje teren kałem lub moczem. Rysie rude rozmnażają się w zimie i na wiosnę, ciąża trwa dwa miesiące.
Choć ryś rudy jest obiektem polowań ludzi, zarówno dla sportu, jak i dla futra, stan jego populacji jest uznawany za dobry. W mitologii rdzennych Amerykanów i w folklorze europejskich osadników występuje jako nieuchwytny drapieżnik.

## Taksonomia
Johann Christian Daniel von Schreber opisał ten gatunek po raz pierwszy w 1777 w trzecim tomie swojego wielotomowego dzieła Die Säugetiere in Abbildungen nach der Natur mit Beschreibungen. Nadał mu nazwę Felis rufus (łac. = "kot rudy"). Holotyp pochodził ze stany Nowy Jork, w Stanach Zjednoczonych.
Naukowcy długo nie mogli dojść do porozumienia, czy ryś rudy powinien otrzymać systematyczną nazwę Lynx rufus czy Felis rufus. Problem ten był częścią większej debaty – czy czterej przedstawiciele rysi powinni być zakwalifikowani do rodzaju Lynx, czy też do podrodzaju w rodzaju Felis. Obecnie Lynx jest uznawany za rodzaj, a ryś rudy został sklasyfikowany w taksonomii jako Lynx rufus.
Ryś rudy prawdopodobnie wyewoluował z rysia euroazjatyckiego, który przybył do Ameryki przez Beringię w plejstocenie. Jego przodkowie pojawili się ok. 2,6 miliona lat temu. Pierwsze osobniki przybyły do południowej części Ameryki Północnej i zostały odcięte od reszty populacji przez lodowiec. Ta populacja wyewoluowała w rysie rude ok. 20 000 lat temu. Druga populacja przybyła później z Azji i dała początek rysiowi kanadyjskiemu. Ryś rudy może krzyżować się z rysiem kanadyjskim.

### Podgatunki

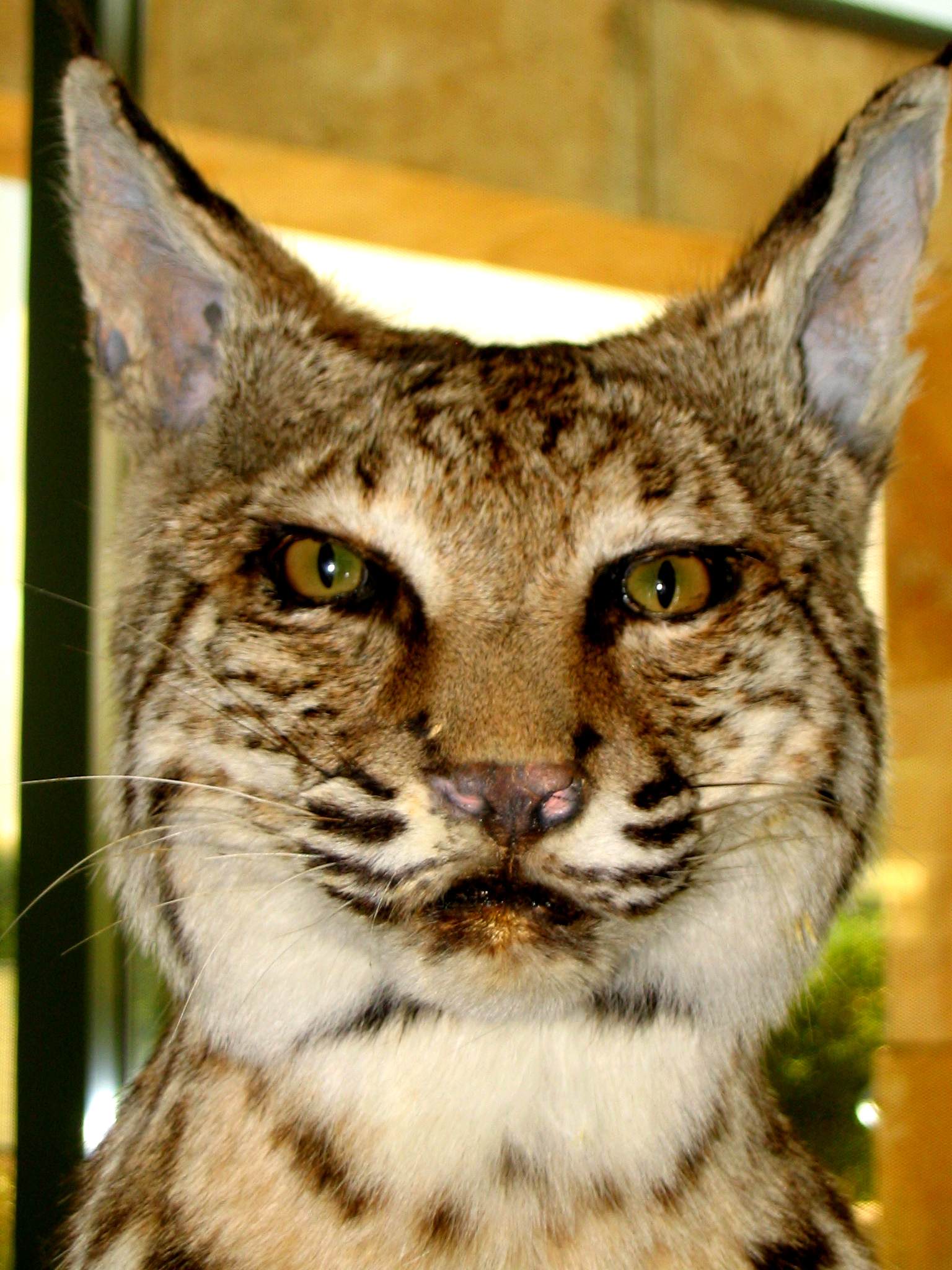
Głowa rysia rudego

Liczba podgatunków rysia rudego nie jest do końca ustalona z powodu braku barier geograficznych na terenie jego występowania i niewielkich różnic między podgatunkami. Najczęściej wyróżnia się dwanaście. Jednak ostatnie badania molekularne sugerują, że w Ameryce Północnej na północ od Meksyku można rozpoznać tylko dwa podgatunki, reprezentowane przez dwie oddzielne linie genetyczne podzielone przez Wielkie Równiny. Populacje meksykańskie nie są dobrze zbadane, a dwa słabo zdefiniowane podgatunki (escuinapae i oaxacensis) wymagają dalszych badań.

### Etymologia
- Lynx: gr. λυγξ lunx, λυγκος lunkos „ryś”[31].
- rufus: łac. rufus „czerwony, rudy”[32].
- escuinapae: Escuinapa, Sinaloa, Meksyk[33].
- fasciatus: późnołac. fasciatus „w paski, paskowany”, od łac. fascia „pasmo, pas”[34].
- oaxacensis: Oaxaca, Meksyk[33].

## Zasięg geograficzny
Ryś rudy występuje w Ameryce Północnej zamieszkując w zależności od podgatunku:
| Podgatunki rysia rudego | Podgatunki rysia rudego | Podgatunki rysia rudego |
| ----------------------- | --- | --- |
| L. rufus rufus          | Ameryka Północna na wschód od Wielkich Równin od Manitoby i Quebecu w Kanadzie, na południe do Teksasu i Florydy w Stanach Zjednoczonych.                                     | Ameryka Północna na wschód od Wielkich Równin od Manitoby i Quebecu w Kanadzie, na południe do Teksasu i Florydy w Stanach Zjednoczonych.                                     |
| L. rufus escuinapae     | północny i środkowy Meksyk. | północny i środkowy Meksyk. |
| L. rufus fasciatus      | Ameryka Północna na zachód od Wielkich Równin od Kolumbii Brytyjskiej, Alberty i Saskatchewan w Kanadzie, na południe do Kalifornii i Nowego Meksyku w Stanach Zjednoczonych. | Ameryka Północna na zachód od Wielkich Równin od Kolumbii Brytyjskiej, Alberty i Saskatchewan w Kanadzie, na południe do Kalifornii i Nowego Meksyku w Stanach Zjednoczonych. |
| L. rufus oaxacensis     | południowy Meksyk. | południowy Meksyk. |

## Charakterystyka

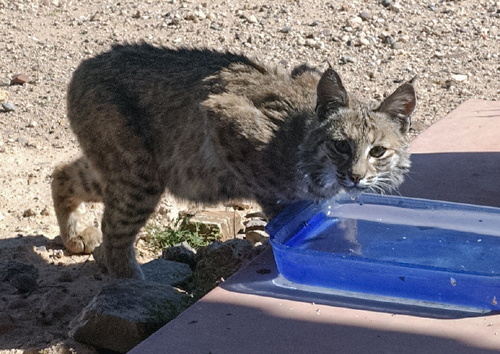
Ryś rudy pijący wodę w Tucson

Ryś rudy jest najmniejszym przedstawicielem rodzaju Lynx. Jego futro może przybierać różne barwy. Zazwyczaj jest szarobrązowe z czarnymi plamami i czarnymi pasami na tylnych łapach i ogonie. Czarny wzór spełnia rolę kamuflażu. Uszy są nakrapiane, z czarnymi końcówkami i krótkimi, czarnymi pędzelkami sierści. Broda, wargi i spód ciała są zazwyczaj białawe. Rysie rude żyjące na terenach pustynnych na południowym zachodzie mają jaśniejsze futro, podczas gdy osobniki żyjące w lasach na północy są ciemniejsze. Kocięta rodzą się pokryte sierścią i posiadają już plamy. Na Florydzie schwytano kilka osobników melanistycznych. Osobniki te są wprawdzie czarne, ale na ich ciele wciąż można zauważyć charakterystyczny wzór.
Część twarzowa głowy rysia jest szeroka, otoczona kołnierzem długich włosów. Futro jest delikatne i łamliwe, ale za to dość długie i gęste. Nos jest różowo-czerwony, oczy żółte, z czarnymi źrenicami. Źrenice są pionowe, podłużne, w nocy rozszerzają się, by zwiększyć ilość światła wpadającego do oka. Rysie mają wyostrzone zmysły wzroku i słuchu, a także dobry węch. Bardzo dobrze się wspinają, potrafią też pływać, choć z reguły unikają wody.
Dorosły samiec mierzy 70–120 cm, zwykle ok. 90 cm, włączając w to 10–18 cm ogon. Wysokość w kłębie wynosi 36–38 cm. Samce ważą zwykle 7–14 kg, samice średnio 9 kg. Ryś rudy jest muskularny, jego tylne łapy są dłuższe od przednich. Nowo narodzone kocię waży 280–340 g, mierzy ok. 25 cm. Pod koniec pierwszego roku życia waży już 4,5 kg.
Rysie rude mieszkające na północy i na otwartych przestrzeniach są największymi osobnikami swego gatunku. Porównanie cech morfologicznych przeprowadzone we wschodnich Stanach Zjednoczonych wykazało rozbieżności w rozmieszczeniu największych samców i samic, co sugeruje, że dobór różnicujący jest ograniczony przez płeć.

## Zachowanie
Ryś rudy jest zwierzęciem prowadzącym nocny tryb życia. Staje się aktywny ok. trzy godziny przed zachodem słońca i pozostaje w tym stanie do ok. północy, następnie ponownie budzi się o brzasku. Jego aktywność kończy się ok. trzy godziny po wschodzie słońca. W ciągu doby przemierza na swoim terytorium 3–11 km. To zachowanie może zmieniać się wraz z porą roku, ponieważ rysie podczas zimy wykazują większą aktywność w ciągu dnia. Związane jest to ze zmianą zwyczaju ich ofiar, które w zimie także stają się aktywne w dzień.

### Terytorium i struktura społeczna

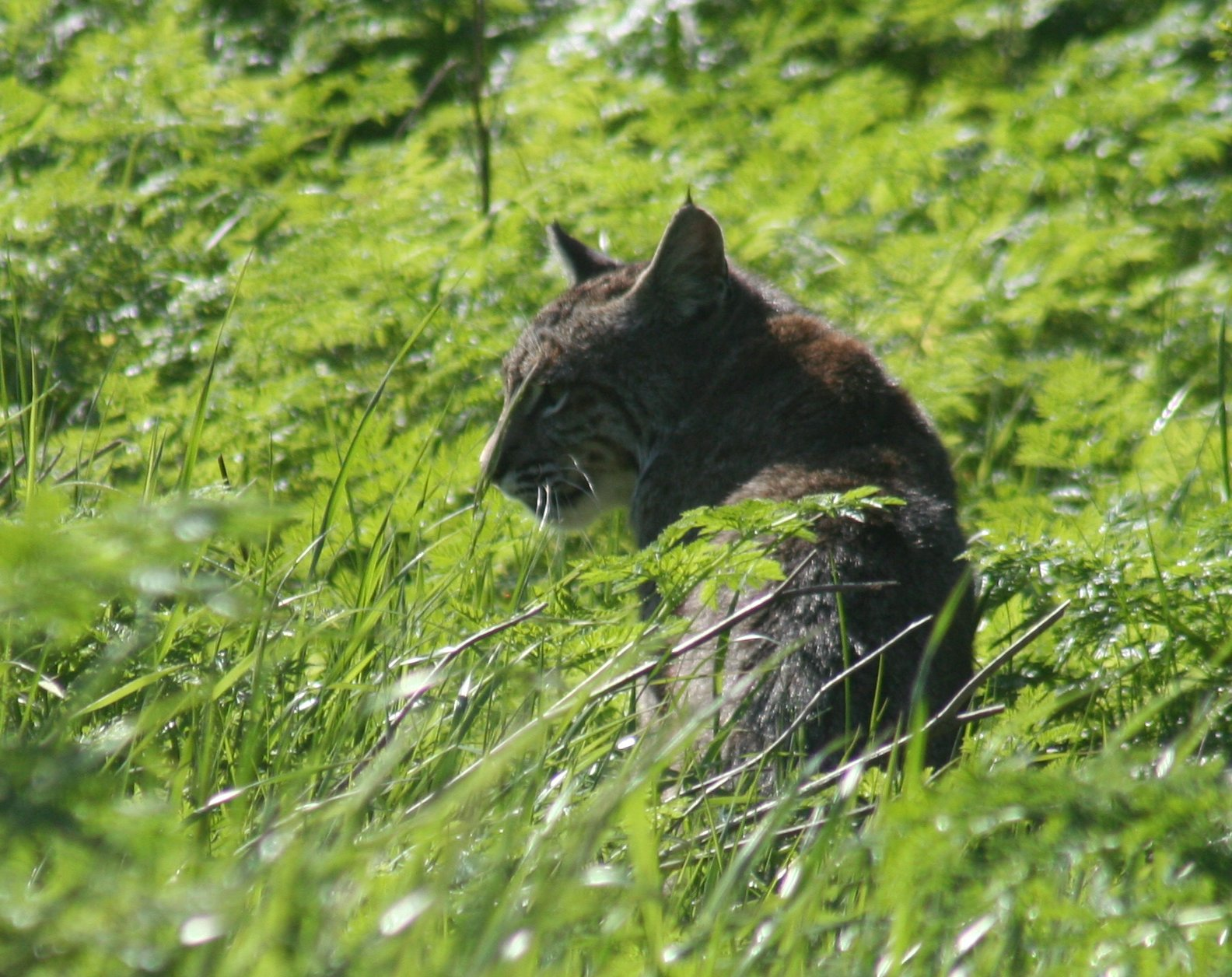
Ryś rudy w wysokiej trawie, Kalifornia

Rysie rude spędzają swoje życie w obrębie ściśle ograniczonego terytorium, którego wielkość zależy od płci osobnika i ilości dostępnej zwierzyny. Granice obszaru zajmowanego przez rysia są znakowane za pomocą moczu, kału i śladów pazurów na drzewach. Każdy osobnik posiada kilka kryjówek – zazwyczaj jedno główne legowisko i kilka pobocznych miejsc w odległych partiach jego terenu. Kryjówka taka to zazwyczaj dziura w pniu drzewa, miejsce w zaroślach lub jama pod kamieniami. Każde legowisko silnie przesiąka zapachem osobnika.
Rozmiary terytorium poszczególnych rysi rudych mogą znacznie różnić się od siebie. Specjaliści IUCN sugerują, że rozmiar zajmowanego terytorium może wahać się od 0,6 do 326 km². Badania przeprowadzone w Kansas wykazały, że terytorium samca wynosiło zwykle ok. 20 km², a samic – jedynie połowę tej wielkości. Rysie przybyłe z innych obszarów miały o wiele większe (ok. 57 km²) i słabiej oznaczone terytoria. Kocięta mieszkały zwykle na ok. 7 km².
Istnieją raporty o znacznej rozbieżności w rozmiarach terytorium zajmowanego przez rysie, w zależności od pory roku, ale są one niejednoznaczne. Jedne wskazują na zmiany terytoriów samców – od 41 km² do 100 km² w zimie. Z innych wynika, że samice, zwłaszcza te zdolne do rozmnażania się, poszerzają swoje tereny w zimie, ale samce po prostu zmieniają swe terytorium, a nie rozszerzają go, co jest zgodne z wcześniejszymi badaniami. Inne prace badawcze w kilku amerykańskich stanach nie wykazują zmian terytoriów lub zmiany te są niewielkie.
Jak większość kotowatych ryś rudy jest samotnikiem, ale areały poszczególnych osobników często zachodzą na siebie. Co niezwykłe dla kotów, to samce są bardziej tolerancyjne wobec przedstawicieli swego gatunku, podczas gdy samice rzadko wchodzą na cudze terytoria. Na terytorium jednego samca może mieszkać kilka samic. Kiedy terytoria kilku samców nakładają się na siebie, ustalana jest między nimi hierarchia dominacyjna, w wyniku której nastąpić może czasowe usunięcie niektórych osobników z preferowanego obszaru.
Zagęszczenie populacji rysiów rudych wykazuje duże wahania i może wynosić od 1 do 38 osobników na 65 km². Zazwyczaj na jednego rysia wypada ok. 13 km². Zagęszczenie populacji ma związek z proporcją liczby samców do liczby samic. Jeśli na jednym obszarze występuje dużo osobników, na jedną samicę wypada ok. 0,86 samca, choć badania w Kalifornii wykazały, że w miejscowej populacji na jedną samicę przypada 2,1 samca.

### Polowanie i dieta

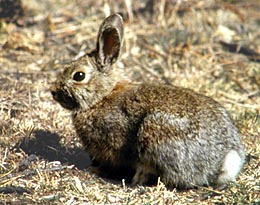
Zając amerykański jest główną ofiarą rysi rudych.

Ryś rudy może obyć się bez jedzenia przez długi okres, jak również może zjeść naraz duże ilości pokarmu. Kiedy brakuje pożywienia, często poluje na duże ofiary i zachowuje część mięsa na później. Poluje z zasadzki, skacząc na ofiary z ukrycia lub chwytając po krótkim pościgu. Najchętniej łowi ssaki o wadze od ok. 0,7 do 5,7 kg. Wybór głównej ofiary zależy od terenu, na którym żyje ryś. We wschodnich Stanach Zjednoczonych są nią króliki z rodzaju Sylvilagus (m.in. królik bagienny i królik florydzki), na północy to zające amerykańskie. Na terenach, gdzie występują oba te rodzaje ofiar (jak w Nowej Anglii) ryś rudy poluje zarówno na jedne, jak i na drugie. Na południu zdarza się, że rysie polują głównie na gryzonie. Ryś rudy, w przeciwieństwie do rysia kanadyjskiego, nie jest zbyt wybredny w wyborze ofiary. Badania wykazały, że dieta tych zwierząt zmienia się wraz ze zmianą liczebności ulubionych ofiar rysi.
Ryś rudy poluje na zwierzęta różnych rozmiarów i dostosowuje technikę łowiecką do wielkości ofiary. Na małe zwierzęta, takie jak gryzonie, ptaki, ryby i owady poluje na terenach obfitujących w te stworzenia. Ukrywa się i czeka, aż ofiara sama do niego podejdzie, a następnie rzuca się na nią i chwyta ją swymi pazurami. Jeśli poluje na nieco większą zwierzynę, taką jak króliki i zające, śledzi z ukrycia ofiarę czekając, aż ta znajdzie się 6-10 metrów od niego, a następnie rusza do ataku. Ryś rzadko poluje na dużą zwierzynę, taką jak lisy, skunksy, norki, małe psy i koty. Zwierzęta te czasem zabijają trzodę i drób. Znane są przypadki ataków na gęsi i owce. Większe zwierzęta, takie jak konie i bydło nie są zagrożone. Według National Agricultural Statistics Service rysie rude w 2004 zabiły w USA 11 100 owiec, czyli 4,9% ogólnej liczby tych zwierząt zabitych przez drapieżniki. Jednakże, niektóre przypadki mogły zostać błędnie zaklasyfikowane, ponieważ rysie rude są często posądzane o ataki, których dokonały inne zwierzęta.
Rysie rude zabijają także jelenie, zwłaszcza w zimie, gdy mniejsza zdobycz jest trudno dostępna, lub kiedy populacja jeleni jest bardzo liczna. Badania przeprowadzone w Everglades wykazują, że większość ofiar (33 z 39) to cielęta, ale ryś może upolować zwierzę ważące osiem razy więcej od niego. Drapieżnik atakuje zazwyczaj, gdy jeleń odpoczywa leżąc. Ofiarę zabija przegryzając gardło. Po upolowaniu jelenia ryś nie zjada całej zdobyczy, ale część zakopuje pod śniegiem lub liśćmi i powraca do niej kilkukrotnie, by się pożywić.
Na główne ofiary rysia rudego polują także inne średniej wielkości drapieżniki zajmujące tę samą niszę ekologiczną. Badania w Maine wykazały niewielkie oznaki rywalizacji pomiędzy rysiem, kojotem i lisem rudym; dystans pomiędzy osobnikami należącymi do tych gatunków oraz obszar pokrywających się terytoriów okazał się różny dla poszczególnych obserwowanych w danym czasie zwierząt. Jednak w przypadku rysia kanadyjskiego konkurencja międzygatunkowa wpływa na sposób rozmieszczenia osobników, prawdopodobnie rywalizacja wykluczająca współistnienie gatunków zapobiegła dalszemu poszerzaniu terytorium występowania rysia kanadyjskiego na południe.

### Rozmnażanie i cykl życiowy

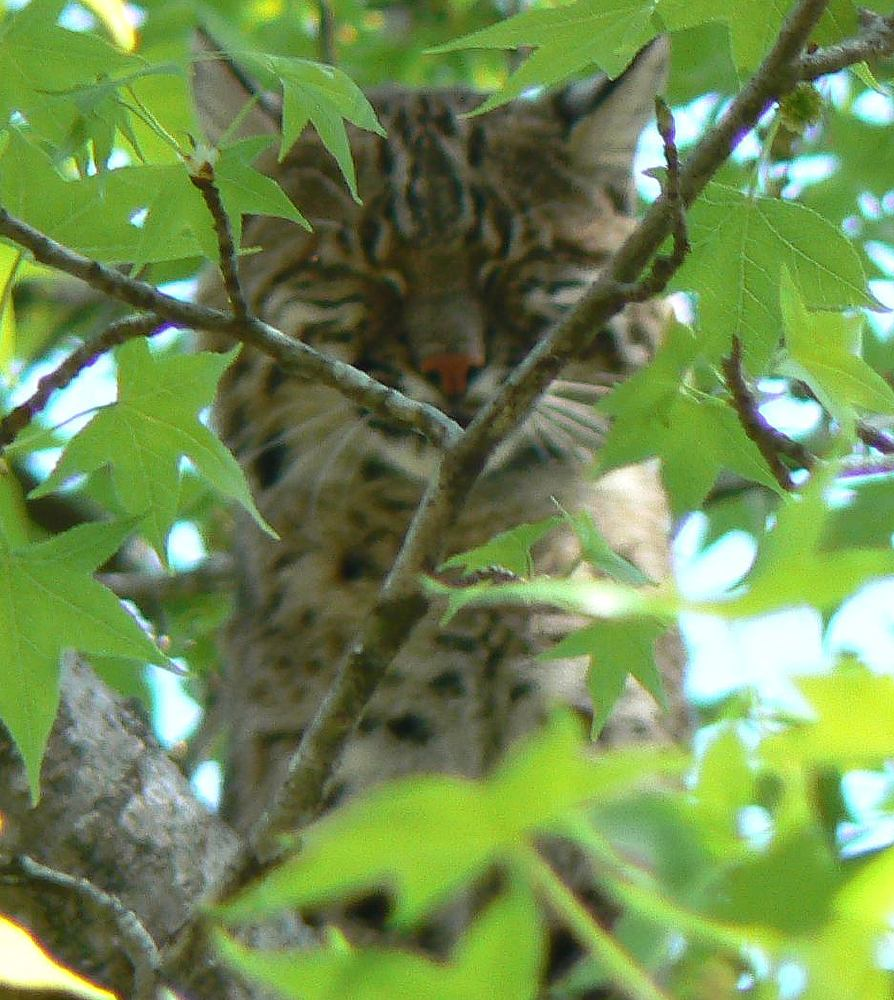
Ryś odpoczywający na ambrowcu

Rysie rude żyją zwykle od sześciu do ośmiu lat, niekiedy dożywają dziesięciu. Najstarszy zaobserwowany ryś na wolności żył 16 lat, w niewoli 32 lata.
Rysie po raz pierwszy przystępują do rozrodu zazwyczaj podczas drugiego roku ich życia, choć samice mogą rodzić małe już w pierwszym roku. Produkcja spermy rozpoczyna się każdego roku we wrześniu lub październiku i samce pozostają płodne do początku lata. Dominujący samiec pozostaje z wybraną samicą i spółkuje z nią kilka razy, zazwyczaj w zimie i wczesną wiosną. Zwierzęta te parzą się zwykle od lutego do marca, choć pora zależy od miejsca życia rysia. Para podczas zalotów może podskakiwać, gonić się i zasadzać się na siebie. Inne samce mogą podchodzić do pary, ale nie próbują podkraść samcowi partnerki. Kiedy samiec wyczuje, że samica jest płodna, spółkuje z nią, trzymając ją zębami za kark. Samica może później odejść do innego samca, a samce zwykle podczas jednego sezonu godowego współżyją z kilkoma partnerkami. Podczas zalotów zwykle cichy ryś rudy może wydawać z siebie głośne krzyki, syki i inne dźwięki. Badania prowadzone w Teksasie sugerują, że rysie muszą mieć ustanowione terytorium, by móc się rozmnażać. Wyniki badań pokazują, że samce bez swojego terenu nie miały młodych. Samice znajdują się w rui co 44 dni, okres płodności trwa 10 dni. Rysie rude mogą rozmnażać się od osiągnięcia dojrzałości płciowej do końca życia.
Samica wychowuje młode samotnie. Po 60-70 dniowej ciąży, w kwietniu lub maju, rodzi od jednego do sześciu, zwykle 2-4 kociąt. Czasami pod koniec września może mieć drugi miot. Samica zwykle rodzi w zamkniętym miejscu, w małej jaskini lub w wydrążonym pniu. Młode otwierają oczy po dziewięciu lub dziesięciu dniach. Po czterech tygodniach zaczynają poznawać swoje otoczenie, po dwóch miesiącach przestają pić mleko. W wieku trzech do pięciu miesięcy zaczynają wędrować wraz z matką. Samodzielne życie rozpoczynają w wieku jednego roku. Mimo tego, w Michigan zaobserwowano młode pozostające z matką aż do kolejnej wiosny.

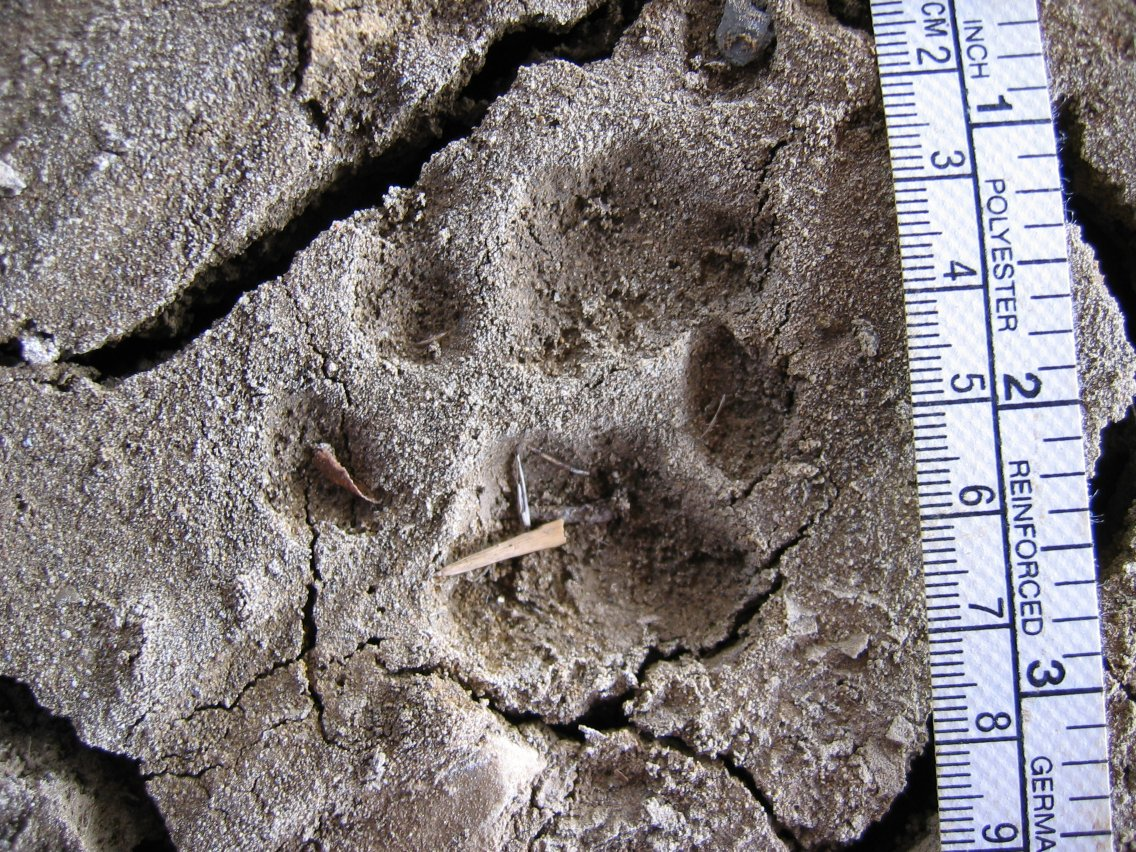
Ślad rysia w błocie. Odcisk tylnej łapy (widoczny wyżej) częściowo zakrywa odcisk przedniej (w środku)

## Tropy
Ślad łapy rysia rudego to odcisk czterech palców bez pazurów (rysie, jak większość kotowatych, potrafią chować swoje pazury). Długość tropu wynosi około 2–8 cm. Gdy zwierzę idzie lub biegnie truchtem, ślady poszczególnych łap są oddalone od siebie o ok. 20–46 cm. Podczas biegu ryś rudy wykonuje wielkie susy, mogące mierzyć 1–3 m.
Jak u wszystkich kotów, u rysia rudego tropy tylnych łap pokrywają się zwykle całkowicie ze śladami przednich. Tropy tego zwierzęcia łatwo odróżnić od śladu kota po ich wielkości: jedna łapa zajmuje powierzchnię ok. 13 cm².

## Ekologia

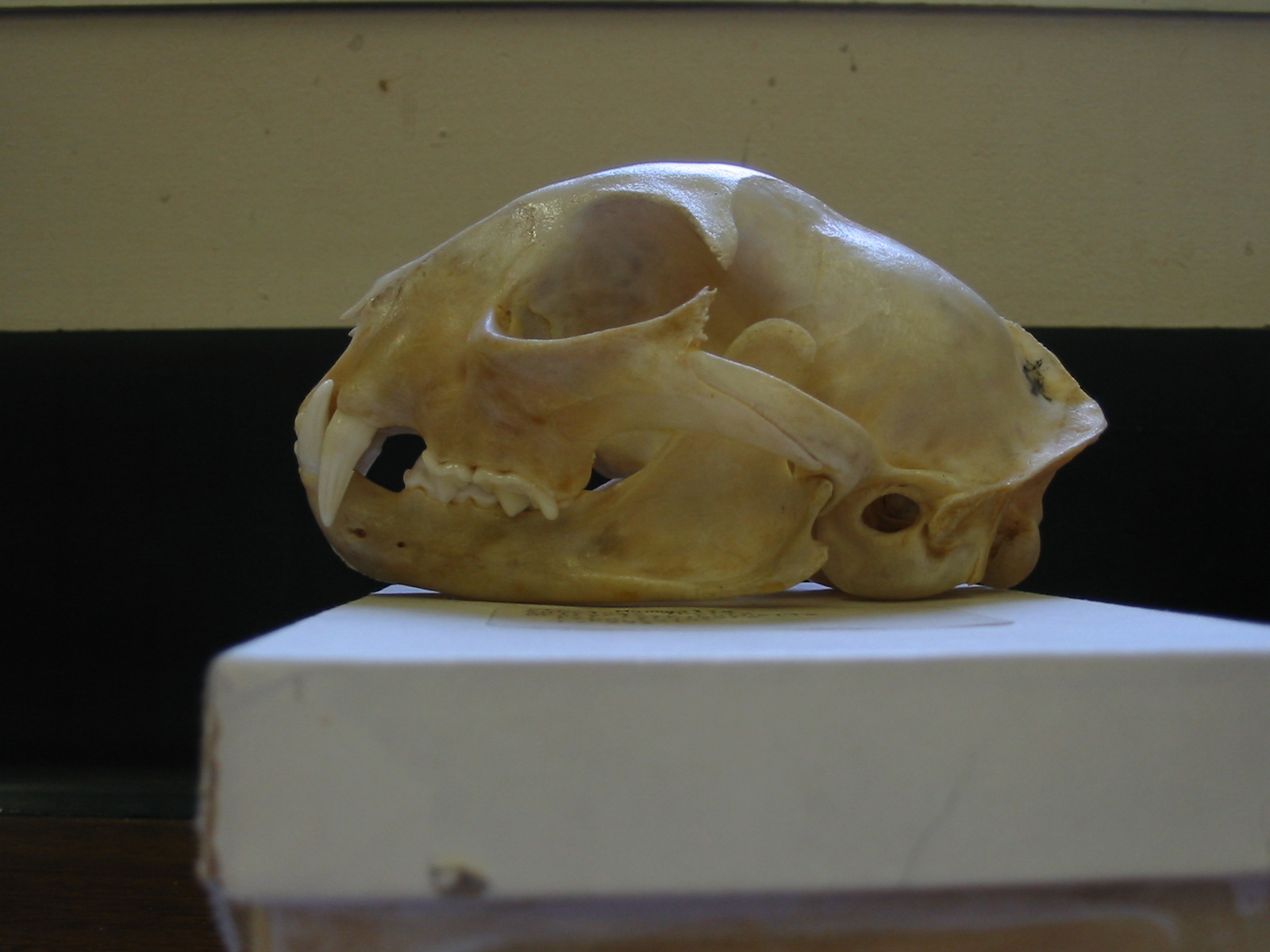
Czaszka rysia rudego

Dorosły ryś rudy ma poza człowiekiem niewielu wrogów, choć może zostać zabity podczas walki z innymi drapieżnikami. Pumy i wilki zabijają rysie, co zaobserwowano między innymi w Parku Yellowstone. Kocięta mogą zostać zabite przez sowy, orły, kojoty, lisy, a także przez inne dorosłe rysie. Jeśli populacja ofiar rysia jest mała, kocięta rzadko osiągają dorosłość.
Choroby, wypadki, myśliwi, samochody i niedostatek pożywienia to inne główne przyczyny śmierci rysiów. Młode, które opuściły matkę i rozpoczęły samodzielne życie, często giną, gdyż nie umieją jeszcze skutecznie polować. Badania przeprowadzone na grupie 15 osobników wykazały, że przeżywa średnio 62% młodych. Po zestawieniu tego z wynikami innych badań okazało się, że liczba ta waha się od 56% do 67%. U rysiów zaobserwowano także przypadki kanibalizmu, występującego, gdy liczba naturalnych ofiar jest zbyt mała, jednak są to przypadki rzadkie i nie mają znaczącego wpływu na liczbę zwierząt.
Rysie mogą być nosicielami zewnętrznych pasożytów, zwłaszcza pcheł i kleszczy, często także przenoszą pasożyty żyjące na ich ofiarach, przede wszystkim zającach i wiewiórkach. Pasożyty wewnętrzne są u rysiów rudych powszechne. Badania wykazały, że 52% osobników jest nosicielami pierwotniaka Toxoplasma gondii. Liczba ta wykazuje duże wahania wśród poszczególnych populacji. Jeden z gatunków roztoczy – Lynxacarus morlani – występuje jedynie na ciele rysi rudych. Nie wiadomo, jak wiele zwierząt pada wskutek chorób i pasożytów, ale istnieje prawdopodobieństwo, że powodują one więcej zgonów od głodu, wypadków i polowań.

## Środowisko życia

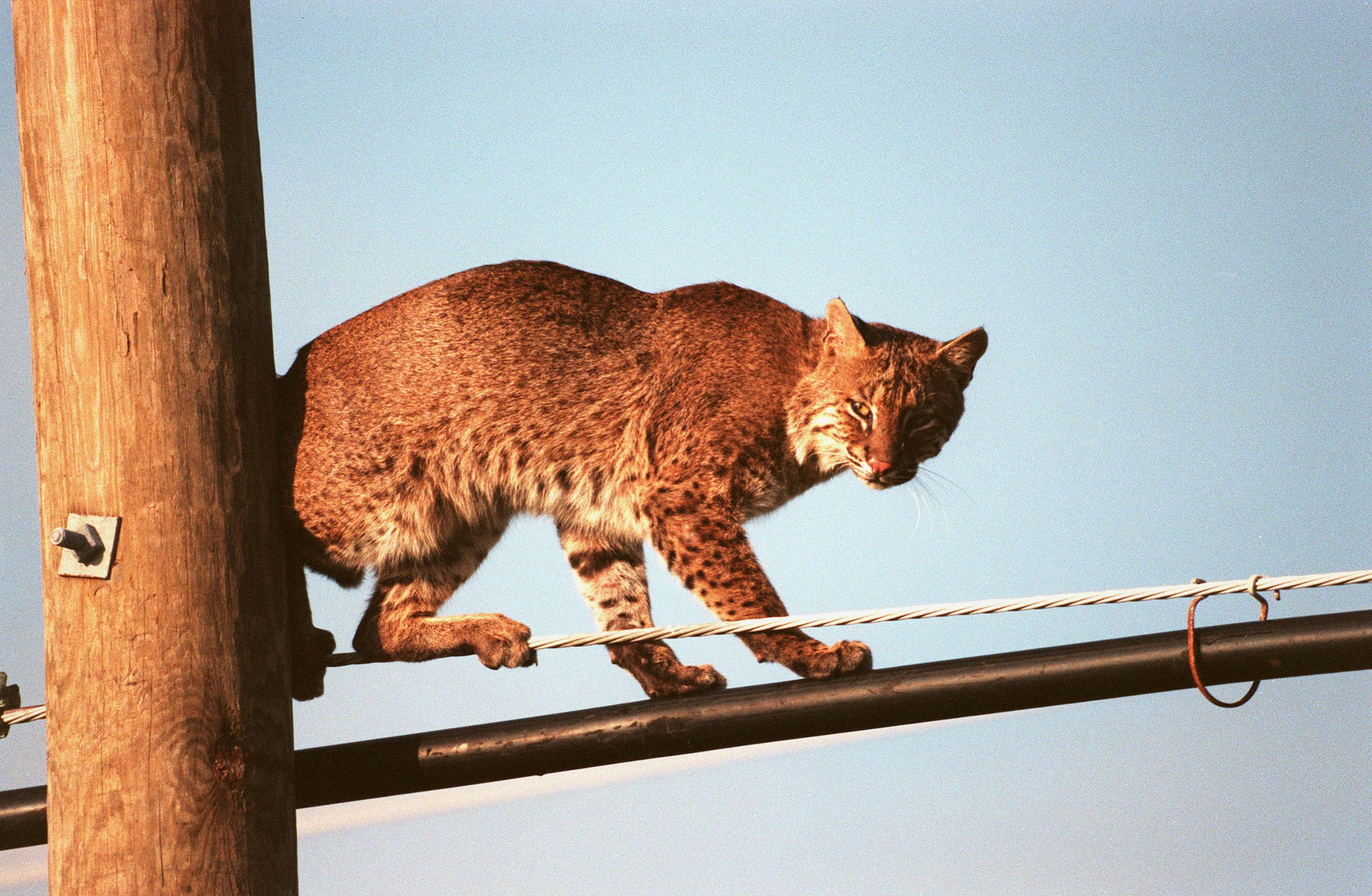
Samiec rysia rudego w mieście, stojący na przewodach

Ryś rudy łatwo adaptuje się do różnych środowisk. Najbardziej lubi lasy – liściaste, iglaste i mieszane – ale, w przeciwieństwie do innych gatunków z rodzaju Lynx, może żyć także poza terenem leśnym. Jego środowisko życia obejmuje zarówno bagna Florydy jak i tereny górskie. Może zamieszkać także w pobliżu osiedli ludzkich, jeśli znajdzie odpowiednie siedlisko. Wielkość populacji rysi zależy od liczby ich potencjalnych ofiar. Zwierzę wybierając swoje terytorium kieruje się także takimi kryteriami jak zabezpieczenie przed złą pogodą, obecność miejsc nadających się do odpoczynku, gęste podszycie, przydatne zarówno przy polowaniu, jak i podczas ucieczki oraz brak obiektów zakłócających spokój rysia.
Tak długo, jak rysie rude mogą odnaleźć dla siebie odpowiednie środowisko, człowiek nie ma wielkiego wpływu na region ich występowania. Tylko rozległe, silnie zurbanizowane tereny są nieodpowiednie dla tych kotów. Rysie mogą występować na obrzeżach obszarów zamieszkanych przez człowieka, gdzie ludzka zabudowa sąsiaduje z dziką przyrodą. Jeśli rysia zaatakuje pies lub kot zazwyczaj ucieka na drzewo.
Dawne obszary występowania rysia rudego obejmowały południową Kanadę, przez Stany Zjednoczone, aż do stanu Oaxaca w Meksyku. Obecnie gatunek występuje na większości swoich dawnych terenów. Zwierzę zniknęło ze środkowego zachodu Stanów Zjednoczonych, a także z terenów na północnym wschodzie, w południowej Minnesocie, wschodniej Dakocie Południowej, Iowa i większości Missouri. Najprawdopodobniej wiąże się to z rozwojem nowoczesnego rolnictwa. Rysie były także uważane za wymarłe w stanach Nowy Jork i Pensylwania, ostatnio jednak zanotowano spotkania z osobnikami na tych obszarach.
Populacja rysia rudego w Kanadzie jest ograniczona z powodu śniegu i obecności rysia kanadyjskiego. Ryś rudy nie lubi śniegu, ponieważ nie posiada charakterystycznych dla rysia kanadyjskiego szerokich łap i wskutek tego zapada się w sypkim podłożu. Rysie rude nie stoją na straconej pozycji podczas spotkań z innymi kotowatymi: w Nowej Szkocji zaobserwowano zagarnięcie terytorium rysia kanadyjskiego przez agresywnego rysia rudego. W północnym i centralnym Meksyku kot żyje wśród suchego skrubu i w lasach sosnowych i dębowych; jego zasięg dociera do tropikalnych południowych obrzeży kraju.

## Ochrona

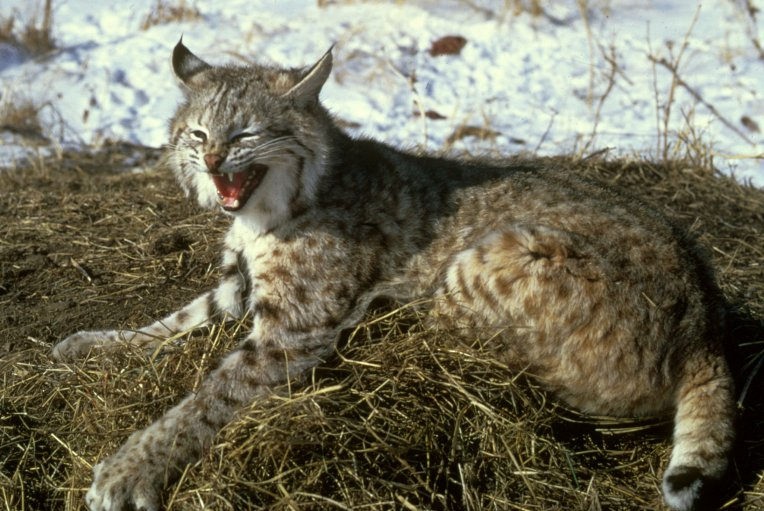
Populacja rysia rudego spada na środkowym zachodzie Ameryki, ale ogólnie jest w dobrej kondycji

Ryś rudy, jako gatunek z rodziny kotowatych, jest wymieniony w Załączniku II do Konwencji o międzynarodowym handlu dzikimi zwierzętami i roślinami gatunków zagrożonych wyginięciem, co oznacza, że nie jest bezpośrednio zagrożony wyginięciem, ale polowania na niego muszą odbywać się pod ścisłą kontrolą. Status prawny zwierzęcia jest uregulowany we wszystkich trzech krajach, w których występuje. Spotkać go można również na wielu chronionych terytoriach Stanów Zjednoczonych, na jego głównym terenie występowania. United States Fish and Wildlife Service w 1988 oszacowało liczbę rysiów rudych w Stanach na ok. 700 000 – 1 500 000 osobników, obecnie liczba ta mogła wzrosnąć. Z tego powodu Stany Zjednoczone wysłały petycję do CITES o usunięcie rysia z Załącznika II. Populacja w Kanadzie i Meksyku także jest w dobrej formie. Międzynarodowa Unia Ochrony Przyrody i Jej Zasobów zaliczyła te zwierzęta do grupy mniejszego ryzyka (LC), zauważając, że populacja jest liczna i rozpowszechniona, z zastrzeżeniem, że informacje o rysiach żyjących w południowym Meksyku są zbyt ubogie.
Chociaż zwierzę niegdyś zamieszkiwało cały obszar Środkowego Zachodu Stanów Zjednoczonych, obecnie w wielu rejonach są już wytępione na skutek zmian dokonanych przez działalność człowieka w ich środowisku naturalnym. Obecnie uznaje się rysia rudego za zagrożonego w stanach Ohio, Indiana oraz Iowa, ale w 1999 został usunięty z listy zagrożonych gatunków stanu Illinois, zaś w Pensylwanii od tego samego roku polowanie i zastawianie pułapek w ograniczonym zakresie jest znów dozwolone po zniesieniu zakazu ustanowionego w 1970 roku. Populacja rysia spadła też pod koniec XIX wieku w stanie New Jersey, głównie na skutek rozwoju rolnictwa i handlu, co z kolei spowodowało podzielenie terytoriów rysiów przez obiekty stworzone przez człowieka, takie jak drogi i pola uprawne. W 1972 ryś rudy został więc objęty pełną ochroną, a w 1991 wpisano go na listę gatunków zagrożonych. L. rufus escuinipae, podgatunek występujący w Meksyku, był przez pewien czas uznawany za zagrożony przez U.S. Fish and Wildlife Service, ale w 2005 zdjęto go z listy.
Od dawna ceni się go zarówno jako źródło futra, jak i cel polowań sportowych, ale mimo polowań i zastawiania pułapek utrzymał wysoki poziom populacji, nawet w południowych stanach USA, gdzie poluje się na niego na szeroką skalę.
Pośrednio kocięta są bardziej narażone na polowania, przez swoją zależność od matki w pierwszych miesiącach życia. W latach 70. i 80. XX wieku cena futer gwałtownie wzrastała, powodując wzmożone polowania, jednak w latach 90. ceny znacząco spadły. W dzisiejszych czasach nadal przeprowadzane są kontrolowane odłowy, połowa zgonów rysiów jest spowodowana tą przyczyną. W rezultacie najwyższą śmiertelność tych zwierząt notuje się w zimie, podczas sezonu polowań.

### Rysie rude w Polsce
W Polsce warunki chowu rysia rudego w ogrodach zoologicznych określa Rozporządzenie ministra środowiska z dnia 20 grudnia 2004 r. w sprawie szczegółowych warunków dla chowu i hodowli poszczególnych grup zwierząt w ogrodach zoologicznych. Aby zapewnić zwierzęciu odpowiedni komfort życia ryś rudy, podobnie jak występujący w Europie ryś europejski, musi mieć do swej dyspozycji co najmniej 20 m² wolnej przestrzeni (wielkość ta zwiększa się o 20%, przy dołączeniu do grupy nowego osobnika), a jeśli mieszka w klatce, musi być ona wysoka na co najmniej 2,5 metra. Ponadto zwierzę musi mieć zapewnione urządzenia do wspinania się.

## Ryś rudy w mitologii
W mitologii rdzennych Amerykanów ryś rudy jest często zestawiany z kojotem, na zasadzie dwoistości. Ryś i kojot są kojarzeni odpowiednio z wiatrem i mgłą – dwoma elementami reprezentującymi przeciwieństwa w folklorze Indian. Tę prostą historię, w wielu wersjach, można odnaleźć w kulturze wszystkich rdzennych mieszkańców Ameryki Północnej (podobne opowieści występują także w Ameryce Południowej), choć występują różnice w szczegółach. Dla przykładu wersja opowiadana przez Indian Nez Percé przedstawia te zwierzęta jako przeciwstawne sobie istoty. Inna wersja akcentuje ich podobieństwo. Claude Lévi-Strauss zauważa, że koncepcja bliźniąt reprezentujących przeciwieństwa jest charakterystyczna dla mitologii Nowego Świata, ale nie są to postaci, między którymi istnieje równowaga, reprezentują raczej otwarty dualizm, a nie symetryczną dwoistość z kultur Starego Świata. Jest to, jak sugeruje Lévi-Strauss, rezultat regularnych kontaktów pomiędzy Europejczykami i rdzennymi mieszkańcami tamtych obszarów. Co więcej, wersja występująca w opowieściach Nez Percé jest dużo bardziej złożona, podczas gdy wersja traktująca o równości zatraciła, jak się wydaje, pierwotne znaczenie opowieści.
W legendzie, opowiadanej przez członków plemienia Szaunisów ryś zostaje przechytrzony przez królika, co tłumaczy charakterystyczny wzór na futrze kota. Po zagonieniu królika na drzewo, ryś próbuje rozpalić ognisko, lecz jedyne co osiąga, to iskry przypalające mu futro i zostawiające na nim cętki. Indianie Mohave wierzą, że notoryczne sny o rzeczach lub zwierzętach pozwalają im posiąść ich umiejętności. Sny o rysiu i pumie mają m.in. pomóc im w zdobyciu nadzwyczajnych umiejętności łowieckich. Europejscy osadnicy także szanowali rysia rudego, za jego brutalność i wdzięk.